# Dadant (ruche)

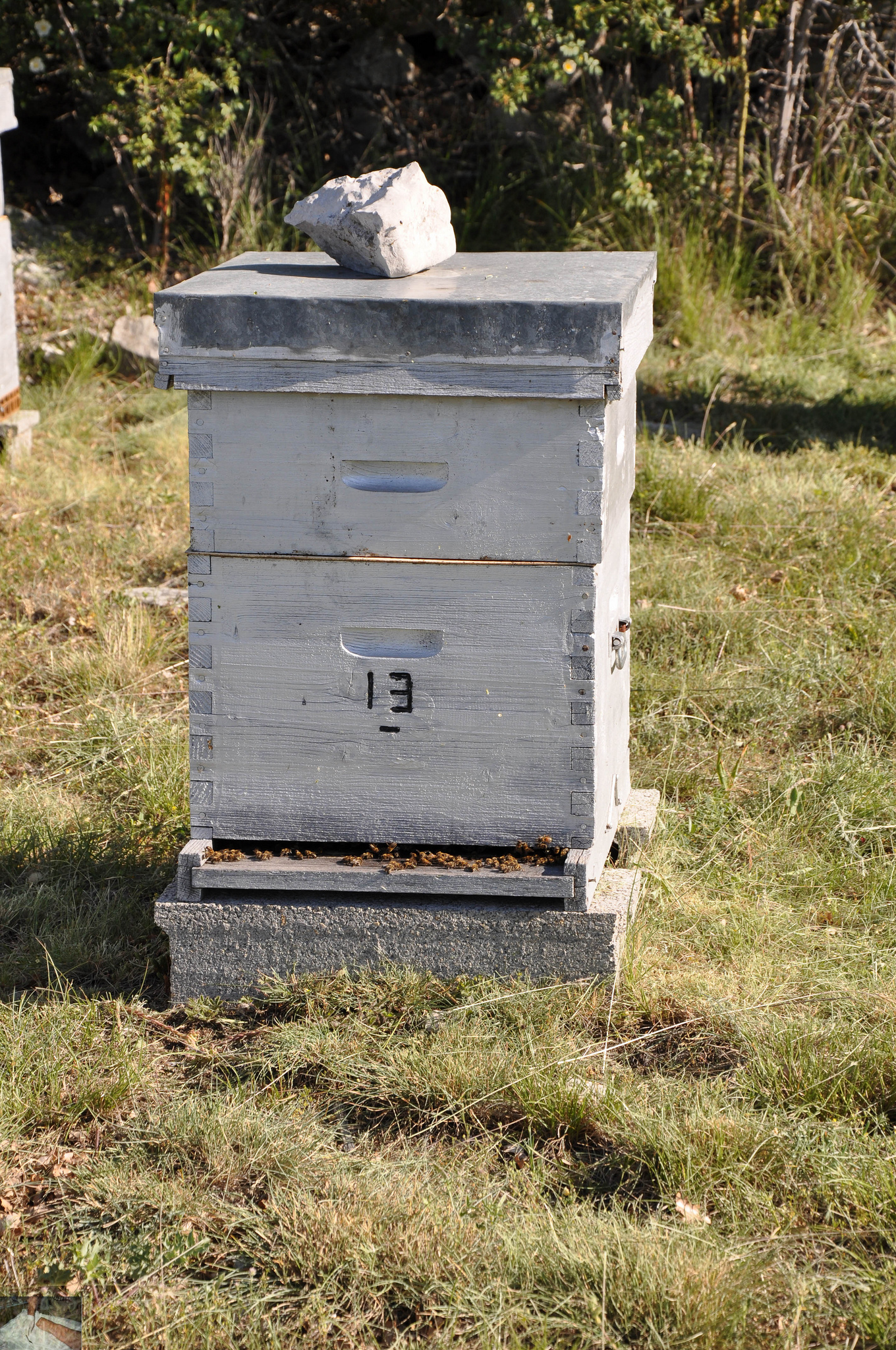
Ruche Dadant avec hausse dans les Alpes provençales.

La ruche Dadant est un modèle de ruche à cadres (dite « moderne »), qui figure parmi les plus répandus dans le monde et notamment en France, à côté des autres modèles similaires du type Langstroth et Voirnot.
Elle porte le nom de son inventeur Charles Dadant (1817 - 1902), considéré comme l'un des fondateurs de l'apiculture moderne.

## Historique
La ruche Dadant a été inventée par Charles Dadant, qui est considéré comme l'un des pères de l'apiculture moderne au cours du XIXe siècle.
Né en France, Charles Dadant inventa la ruche qui porte son nom aux États-Unis, après y avoir rencontré l'apiculteur Moses Quinby. Il a fait connaître son modèle de ruche en France dès 1869 en le publiant dans une revue française.
Du fait de sa facilité d'utilisation la ruche Dadant est aujourd'hui devenue extrêmement répandue en Europe, et notamment en France.

## Principe et fonctionnement

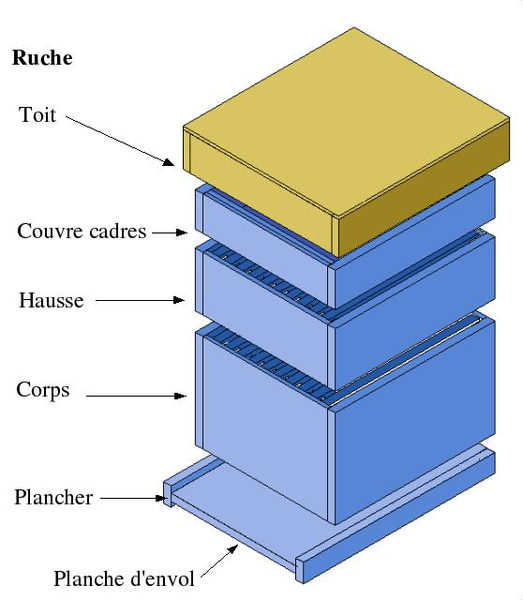
Ruche pastorale Dadant

Le principe de la ruche Dadant est celui des cadres amovibles qui équipent les ruches dites « modernes » apparues au cours du XIXe siècle, par opposition aux ruches traditionnelles utilisées jusqu'alors. Ces dernières, qui ne fournissaient qu'une simple « enveloppe » pour les colonies d'abeilles, ne permettaient pas la pose de cadres déjà pré-cirés et une gestion scientifique de la colonie. Dans le passé les abeilles étiraient elles-mêmes leur alvéoles à partir de barrettes, principe encore utilisé de nos jours dans certaines ruches de type Warré, les désavantages de ce principe de permaculture étant la croissance toujours du bas vers le haut de la colonie, l'impossibilité de division (pour créer de nouveaux essaims) à moins d'ouvrir complètement tous les corps, ou la difficulté d'extraction du miel (pas de cadre). La Dadant, elle, comporte des cadres standard qui peuvent intégrer des ruchettes de moins de 7 cadres ou des ruches de 7 à 12 cadres de corps. L'apiculteur peut adapter ses ruches à son environnement et à son usage. 
Dans le cas des ruches Dadant, on distingue deux éléments principaux et de taille différente, que sont le corps et la hausse.
Le corps constitue l'élément principal de la ruche, qui abrite la colonie d'abeilles domestiques (individus, ponte et réserves de miel et de pollen) pouvant totaliser jusqu'à 70 000 individus au printemps. Il peut contenir, selon les modèles, 10 cadres ou 12 cadres de dimensions 42 x 27 cm. Chaque cadre contient 3 600 alvéoles par face soit 7 200 par cadre.
Les ruches Dadant 12 cadres ont l'avantage de permettre aux abeilles de stocker davantage de miel, notamment dans les régions montagneuses à hiver rigoureux ; les ruches Dadant 10 cadres, plus fréquentes, ont quant à elles l'avantage de pouvoir être déplacées plus aisément du fait de leur poids plus faible, notamment pour la transhumance de plus en plus pratiquée par les apiculteurs professionnels et qui nécessite le déplacement d'un grand nombre de ruches.
La hausse constitue l'élément amovible qui est placé au-dessus du corps durant les périodes de miellées, afin de permettre aux abeilles d'y stocker le surplus de miel d'où il sera récolté. Une seule ou plusieurs hausses peuvent être superposées, selon la conduite menée par l'apiculteur et/ou l'abondance de la récolte. La particularité des ruches Dadant est que la hausse y est de dimension plus réduite que le corps, sa hauteur n'étant que de 17 cm. Les hausses Dadant contiennent toujours un cadre de moins que le corps, soit 9 ou 11 cadres selon que la ruche soit de modèle 10 ou 12 cadres. Cela permet aux abeilles d'allonger les cellules des cadres pour y stocker plus de miel. Les cadres de hausse Dadant sont de dimensions 42 x 13,5 cm, soit la moitié en hauteur des cadres de corps.
Les ruches Dadant sont généralement équipées de cadres filés permettant l'ajout d'une feuille de cire, afin de faciliter aux abeilles la construction des rayons. Cependant, la technique du cadre à jambage, jugée par certains apiculteurs plus naturelle et plus économique en temps et en investissement, peut également être utilisée.
Le couvre-cadres se place sous le toit et permet une bonne régulation thermique de la ruche. Il protège les abeilles de l'isolant de la ruche (souvent une fine plaque de polystyrène), placé entre le couvre-cadre et le toit. Le couvre-cadres peut être percé au centre afin de pouvoir y placer un nourrisseur dans lequel on verse du sirop de sucre quand les abeilles en ont besoin.

## Versions
"Ruche Dadant" est le terme général désignant le type de ruche inventé par Charles Dadant.
- Ruche Dadant Blatt : Variante spécifique de la ruche Dadant créée vers 1890 par Johann Blatt, dont les dimensions et caractéristiques sont standardisées et largement adoptées en Europe francophone. Ses cadres de corps mesurent 42 cm x 27 cm.

Il existe d'autres variantes de la ruche Dadant, comme la Dadant US (également appelée Dadant modifiée). Celles-ci diffèrent de la Dadant Blatt principalement par :
Dimensions des cadres : La Dadant US permet d'utiliser des cadres basés sur la longueur Langstroth (48,2 cm x 28,5 cm).
Utilisation géographique : La Dadant US est plus courante aux États-Unis et dans certains pays d'Europe de l'Ouest et du Nord (comme l'Allemagne ou les pays scandinaves), tandis que la Dadant Blatt est prédominante en Europe du Sud et de l'Est, et en France.

### Dimensions
Les dimensions externes varient suivant l’épaisseur du bois (en général entre 20 et 27 mm). Les dimensions internes d'une ruche Dadant sont les suivantes :
|                      | 10 cadres | 12 cadres |
| Face                 | 380       | 450       |
| Côté                 | 450       | 450       |
| Hauteur du corps     | 309       | 309       |
| Hauteur d'une hausse | 168       | 168       |
| Cadres de corps      | 270 x 415 | 270 x 415 |
| Cadres de hausse     | 130 x 415 | 130 x 415 |
| Volume du corps      | 54 litres | -         |

|                           | 10 cadres | 12 cadres |
| Face                      | 430       | 500       |
| Côté                      | 500       | 500       |
| Hauteur du corps          | 309       | 309       |
| Hauteur d'une hausse      | 168       | 168       |
| Cadres de corps           | 300 x 435 | 300 x 435 |
| Cadres de hausse          | 159 x 435 | 159 x 435 |
| épaisseur de bois = 25 mm |           |           |

On arrive aux dimensions extérieures suivantes pour la 10 cadres (Largeur x longueur x Hauteur) : 430 x 500 x 560 mm. La hauteur tient compte du plancher, du couvre-cadres et du toit.
Avec sa contenance de 54 litres (pour la 10 cadres), la Dadant offre plus de sécurité de réserves que la ruche Langstroth (44 litres). Chaque cadre de hausse  plein et operculé pèse environ 2 kg lorsqu'il est plein de miel.

### Ruchette
Une ruchette est une petite ruche permettant de créer un essaim artificiellement à partir d'une colonie forte installée dans une ruche. Ce procédé permet d'éviter l'essaimage et/ou d'élargir son cheptel. La ruchette peut aussi être utilisée pour développer un essaim naturel fraîchement capturé.
Sa petite taille permet une observation facile et protège plus efficacement le jeune essaim du froid. Une fois la ruchette remplie, il faut transférer la colonie dans une ruche 10/12 cadres équipées de partitions qui conserveront la chaleur autour de la colonie et permettront de faire évoluer le volume d'espace disponible au fur et à mesure de sa croissance. 
Les dimensions sont variables selon le nombre de cadres :
- 5 cadres (220 x 500 mm)
- 6 cadres (260 x 500 mm)

## Avantages et inconvénients principaux
La ruche Dadant est davantage utilisée en Europe, tandis que la ruche Langstroth est plus populaire aux États-Unis. Au niveau mondial, c'est toutefois la ruche Dadant qui arrive en tête.
Le modèle Dadant est généralement jugé plus intéressant du fait de la taille plus importante de son corps qui assure un espace vital plus important pour la colonie d'abeilles, qui peuvent notamment y stocker davantage de réserves pour la période hivernale. Son inconvénient réside cependant dans les dimensions différentes du corps et de la hausse (principe des ruches « à corps »), qui nécessitent l'achat, l'utilisation, l'entretien et le stockage d'éléments différents, contrairement aux ruches dites « divisibles » (type Langstroth) dont tous les éléments sont de taille identique.

## Équipement
Les ruches Dadant et leurs différents accessoires sont disponibles dans de nombreux commerces spécialisés ou auprès d'apiculteurs. A l'achat, prévoir environ 70 à 80 euros pour une ruche 10 cadres mais il est également possible de les fabriquer soi-même grâce aux plans disponibles en ligne,,,.